# Strážky zastávka
Strážky zastávka – przystanek kolejowy znajdujący się w mieście Biała Spiska, w kraju preszowskim, na linii kolejowej nr 185 (Słowacja).